# ستيفان ويليام (لاعب كرة قدم)
ستيفان ويليام (بالفرنسية: Stéphane Guillaume)‏ هو لاعب كرة قدم هايتي في مركز الدفاع، ولد في 9 فبراير 1984 في سان مارك في هايتي. شارك مع منتخب هايتي لكرة القدم. أما مع النوادي، فقد لعب مع كولورادو رابيدز.

## وصلات خارجية
- ستيفان ويليام (لاعب كرة قدم) على موقع قاعدة بيانات كرة القدم.إي يو (الإنجليزية)
- ستيفان ويليام (لاعب كرة قدم) على موقع ناشيونال فوتبول تيمز (الإنجليزية)
- ستيفان ويليام (لاعب كرة قدم) على موقع Soccerway.com (الإنجليزية)